# Učitel mučitel
Učitel mučitel (v anglickém originále Blazed and Confused) je 7. díl 26. řady (celkem 559.) amerického animovaného seriálu Simpsonovi. Scénář napsali Carolyn Omineová a William Wright a díl režíroval Rob Oliver. V USA měl premiéru dne 16. listopadu 2014 na stanici Fox Broadcasting Company a v Česku byl poprvé vysílán 1. července 2015 na stanici Prima Cool.

## Děj
Školy každoročně pořádají soutěž Kyselý mišmaš, v níž každá vybere svého nejhůře hodnoceného učitele, který je náhodně přeřazen na jinou školu. Springfieldská základní škola dostane Jacka Lassena, který je pověřen vedením Bartovy třídy. Lassen se záměrně řízne do tváře, aby si udělal zastrašující jizvu, šikanuje Nelsona a Barta trapně ostříhá. Bart plánuje, že ho s pomocí Milhouse srazí na kolena. Pomocí falešného profilu na sociální síti pod jménem slečny Hooverové zjistí, že Lassen byl vybrán, aby zapálil stejnojmennou podobiznu na letošním pouštním festivalu Hořící muž. 
Simpsonovi si mezitím naplánovali kempování na místě, které vyžaduje rezervaci rok dopředu. Homer ale zapomněl místo rezervovat, čímž naštval Marge, nicméně Bart vyřeší problémy obou tím, že navrhne, aby se místo toho zúčastnili akce Hořící muž. Na festivalu Marge vypije šálek čaje, který jí poskytne jeden z účastníků, aby se uvolnila, aniž by věděla, že obsahuje halucinogeny, které způsobují dlouhodobé delirium. Bart a Milhouse nastříkají podobiznu nehořlavými chemikáliemi, aby zabránili Lassenovi v jejím zapálení, a zmaří tak jeho důležitou chvíli. Chlapci vylezou na podobiznu, aby se vyhnuli rozzuřenému Lassenovi, jenž na ně fouká oheň z hořící tuby. Homer se je pokusí zachránit tím, že se vystřelí z katapultu, ale místo toho zasáhne nohu podobizny a vyvolá její zhroucení. Lassen se vyhne davu na festivalu, zatímco Bart a Milhouse bezpečně uniknou. Simpsonovi se vydají na cestu domů, ale nedopatřením zapomenou na Marge, která se ocitne sama v poušti a festival dávno skončil, jakmile účinky čaje konečně pominou. 
Když se inspektor Chalmers a ředitel Skinner dozví o Lassenově chování na festivalu, ho vyhodí. Lassen dostane novou práci jako vězeňský dozorce a brzy se seznámí s vězněm Levákem Bobem. Oba začnou plánovat, jak Barta zabít, protože zjistili, že k němu cítí vzájemnou nenávist, ale Bob dohodu odmítne poté, co Lassen navrhne, aby se o skutečné zabití podělili.

## Přijetí
Epizodu sledovalo 6,70 milionu diváků, čímž se stala nejsledovanějším pořadem stanice Fox té noci.
Dennis Perkins z The A.V. Clubu udělil epizodě hodnocení B− a poznamenal, že Lassen „neuspěl“, protože Dafoeova pověst hrozivého herce vychází spíše z jeho fyzické stránky než z jeho hlasu. Poznamenal také, že seriál stále častěji používá Bartovo špatné chování spíše pro vtipy a rozvoj zápletky než pro emocionální dopad, ale že v této epizodě se objevily „klasické Milhouseovy“ momenty, včetně pomočení se na Lassenův vchod a připojení se k Lassenovi při šikanování Nelsona.
Patrick D. Gaertner ze serveru Puzzled Pagan napsal: „Celkově mě tento díl bavil. Myslím, že nápad Simpsonových jet na Hořícího muže je trochu směšný, tím spíš v roce 2014. Ale i přesto, že mi celý tento nápad přišel poněkud zastaralý, byla to pořád zábava. Líbilo se mi, jak se Homer, Marge a Líza na Hořícim muži bavili a každý si tam našel své vlastní zábavné zážitky. Mně se zdá Hořící muž naprosto nesnesitelný. Ale chápu, že pro jiný typ lidí je to přitažlivé, a vidět Simpsonovy, jak si každý z nich našel nějaký aspekt festivalu, který ho oslovil, bylo zábavné. Jo, trochu mě štvalo, že nedokázali vymyslet vtipnější slovní hříčku než Planoucí muž, což je jen jednoduchá záměna slov, ale to nevadí. Lassen je tak trochu psychopatická postava a je trochu nepříjemné vidět postavu, která tak fyzicky obtěžuje Barta, ale asi jsme potřebovali důvod, proč cestovat na Hořícího muže, takže to přejdu. Jen uvidíme, jak dlouho bude trvat, než se dočkáme další náhrady za paní Krabappelovou!“.